# Широгорье
Широгорье — деревня в Вологодском районе Вологодской области.
Входит в состав Старосельского сельского поселения, с точки зрения административно-территориального деления — в Старосельский сельсовет.
Расстояние по автодороге до районного центра Вологды — 50 км, до центра муниципального образования Стризнево — 9 км. Ближайшие населённые пункты — Новое, Щапилино, Жуково, Шеломово, Абрамово, Кучино.
По переписи 2002 года население — 5 человек.
Здесь в 1816 году родился Н. И. Иваницкий.